# Kosmos 1669
Kosmos 1669 (ryska: Космос-1669) var en sovjetisk obemannad rymdfarkost som levererade förnödenheter, syre, vatten och bränsle till den sovjetiska rymdstationen Saljut 7. 
Den sköts upp med en Sojuz-U-raket, från Kosmodromen i Bajkonur den 19 juli 1985 och dockade med rymdstationen två dagar senare, den 21 juli. 
Farkosten var av Progress-typ, men på grund av problem tidigt i flygningen blev den tilldelad ett Kosmosnummer.
Efter att ha genomfört en ur dockning och åter dockat med stationen lämnade farkosten stationen, den 28 augusti 1985 och brann planenligt upp i jordens atmosfär två dagar senare.

### Fotnoter
1. ↑  ”NASA Space Science Data Coordinated Archive” (på engelska). NASA. https://nssdc.gsfc.nasa.gov/nmc/spacecraft/display.action?id=1985-062A. Läst 2 mars 2020.
2. ↑  Manned Astronautics - Figures & Facts Arkiverad 25 augusti 2009 hämtat från the Wayback Machine., läst 15 juli 2016.